# Прукљанско језеро
Прукљанско језеро или Прокљанско језеро је језеро у доњем току реке Крке, 5,6 км северно од Шибеника и око 1,5 км западно од Скрадина у Хрватској. 
Обухвата 11,5 км². Северни део је плитак, а јужни дубок до 22 м. До језера допире морска вода па му је салинитет према дну већи. Језеро није класично затворено језеро, већ је један од природних феномена криптодепресија (површина му је изнад нивоа мора, а дно испод). 
У северрном делу налати се острвце Стипанец, на којем се налазе рушевине из антике и средњег века. На обали се налазе два насеља: Раслина и Прукљан.
У језеру се може од рибе наћи јегуља, слатководне срделе (чокавице) и ситна риба (голац).
Од језера се узводно Крком долази до националног парка Крка.